# 宝塔寺 (江東区)
宝塔寺（ほうとうじ）は、東京都江東区大島八丁目にある真言宗智山派の仏教寺院である。山号は稲荷山。有形民俗文化財（江東区登録）である塩なめ地蔵が境内にある。

## 歴史
1610年（慶長15年）に法印賢意が創建した。
木造大日如来坐像（江東区登録文化財）を蔵する。

## アクセス
- 都営新宿線 東大島駅（大島口）から徒歩約10分[1]

小名木川の北側に位置する。寺の開門は午前7時から午後5時まで。